# Липник (гмина)
Липник (пол. Lipnik) — сельская гмина (волость) в Польше, входит как административная единица в Опатувский повет, Свентокшиское воеводство. Население — 5855 человек (на 2004 год).

## Демография
| Перепись                       | Всего   | Всего | Женщины | Женщины | Мужчины | Мужчины |
| ------------------------------ | ------- | ----- | ------- | ------- | ------- | ------- |
| Единицы                        | человек | %     | человек | %       | человек | %       |
| Население                      | 5855    | 100   | 2959    | 50,5    | 2896    | 49,5    |
| Плотность населения (чел./км²) | 71,7    | 71,7  | 36,2    | 36,2    | 35,4    | 35,4    |

## Сельские округа
1. Адамув
2. Грохолице
3. Голембюв
4. Качице
5. Курув
6. Лещкув
7. Липник
8. Ловница
9. Малице-Косцельне
10. Мальжын
11. Менченнице
12. Мендзыгуж
13. Слабушевице
14. Слоптув
15. Стерналице
16. Студзянки
17. Свойкув
18. Влостув
19. Ублинек
20. Усажув
21. Захоине
22. Журавники

## Соседние гмины
1. Гмина Иваниска
2. Гмина Климонтув
3. Гмина Образув
4. Гмина Опатув
5. Гмина Вильчице
6. Гмина Войцеховице